# 박종화 (교육인)
박종화(朴鍾和, 1967년 5월 20일~)는 2005년 8월까지 어언 2년 6개월 동안 카이스트 바이오시스템즈학과 교수를 지냈고, 대략 2015년 8월부터 지금은, 현재 유니스트 생명공학과 교수 겸 서울대학교 수의과대학 수의학과 겸임교수를 지내는, 대한민국의 사업가 및 대학 교수 겸 교육인이다.
부산 출신인 그는, 2003년 2월부터 2005년 8월까지 한국과학기술원(카이스트) 바이오시스템즈학과 교수를 지냈고, 대략 2015년 8월부터 지금은, 현재 울산과학기술원(유니스트) 생명공학과 교수 겸 서울대학교 수의과대학 수의학과 겸임교수를 모두 겸무하여 지내고 있는, 이공과학 담당 대학 교수이면서도, 또다른 한편으로는, 인문 철학자 겸 자연 과학 분야 유전체 유전학 연구자이고, 기업가(사업가)이기도 하다. 
또한 유전체학자 겸 생명공과학자 출신이자, 철학자, 대학 교수 겸 사업가 출신으로, 아호는 생자(生子)이고, 일단 그의 주 연구 분야는 생물학인데, 그는 주로 컴퓨터 공학 분야와 게놈 정보를 활용하여 암과 노화 정복에 관한 연구를 진행한 교육인이다.

## 경력
- 부산 해동고등학교
- 1986 - 1987 서울대학교, 수의과대학 수의예과 2학년 1학기 자퇴
- 1987 - 1989 육군 병장 전역 (행정병)
- 1990 - 1994 생화학 학사, 애버딘 대학교
- 1994 - 1997 케임브리지 대학교 생물유전정보학과 이학박사
- 1998 - 1999 하바드의대 유전학과 George Church(조지 처치)랩 포닥 (하워드 휴즈 연구원)
- 1999 - 2001 유럽생정보학(EBI) 연구소 리사 홈(Liisa Holm 박사) 랩 연구원
- 2001 - 2002 케임브리지 MRC 센터 그룹 리더
- 2003 - 2005 카이스트 바이오시스템즈학과 부교수
- 2005 - 2009 한국생명공학연구원 코빅(국가생물자원정보관리센터) 센터장
- 2009 - 2014 테라젠이텍스 바이오 연구소 사장 및 연구소장
- 2014 - 현재 유니스트 생명공학과 교수
- 2014 - 현재 유니스트 게놈연구소 소장
- 2014 - 2018 주식회사 제로믹스 CEO 대표이사
- 2015 - 현재 서울대학교 수의대 수의학과 겸임교수
- 2018 - 현재 주식회사 클리노믹스 CSO

## 발표 논문
- P Dobrynin, et al., (2016) Genomic legacy of the African cheetah, Acinonyx jubatus.  Genome Biology 16 (1), 1-20
- Chung et al., (2015) The first whole genome and transcriptome of the cinereous vulture reveals adaptation in the gastric and immune defense systems and possible convergent evolution between the Old and New World vultures

Genome biology 16 (1), 1-11
- Llorente, et al., (2015) Ancient Ethiopian genome reveals extensive Eurasian admixture throughout the African continent. Science 350 (6262), 820-822
- Lee et al., (2014) Genomic profile analysis of diffuse-type gastric cancers. Genome Biol 15 (4), R55
- Yim et al., (2014)  Minke whale genome and aquatic adaptation in cetaceans, Nature genetics 46 (1), 88-92
- Yun Sung Cho, et al., (2013) The tiger genome and comparative analysis with lion and snow leopard genomes, Nature Communications, 4:2433.